# ما بوفنگ
ما بوفنگ (ما بوفنگ‎؛ ۱۹۰۳ – ۳۱ ژوئیهٔ ۱۹۷۵) سیاست‌مدار اهل دودمان چینگ بود.